# La Gourmète
La Gourmète (France) ou La clique sur un plateau d'argent (Québec) (The Food Wife) est le 5e épisode de la saison 23 de la série télévisée Les Simpson.

## Synopsis
Traditionnellement, le samedi est le jour le plus amusant de la semaine et pour cette raison, Homer emmène Bart et Lisa au salon du jeu vidéo. Les trois membres de la famille passent un très agréable moment ensemble alors qu’à la maison, Marge s’occupe des tâches quotidiennes et monotones. Jalouse qu’Homer puisse toujours être un parent plus divertissant qu’elle, Marge s’occupe des enfants le samedi suivant. Malheureusement, elle les emmène sans le savoir au salon du jeu… chrétien ! Et les mauvaises surprises continuent lorsque leur voiture tombe en panne au milieu d’un quartier éthiopien.
Peu à peu, les enfants commencent à avoir faim et Marge n’a pas d’autre choix que de les emmener dans un restaurant du coin. Bien que réticente au début, Marge décide finalement de choisir le mets le plus copieux du menu. Contre toute attente, les trois membres de la famille apprécient extrêmement ce plat ! En rentrant, ils décident ensemble de créer un blog sur lequel ils vont publier toutes leurs impressions sur la nourriture qu’ils mangent dans les restaurants. Très vite, leur blog devient populaire et Homer veut aussi se joindre à leur équipe et redevenir le parent divertissant qu’il était. Sauf que Marge va le tenir de plus en plus à l’écart…
Alors que Marge, Lisa et Bart, sont invités à dîner dans un établissement novateur, le restaurant de la chimie, Homer, faussement renseigné par sa femme, se rend accidentellement dans un laboratoire clandestin où des criminels trafiquent de la drogue. Il est sauvé in extremis par Marge et la police de Springfield.

## Audience
Lors de sa première diffusion aux États-Unis, l'épisode a rassemblé 7,5 millions de téléspectateurs.

## Références culturelles

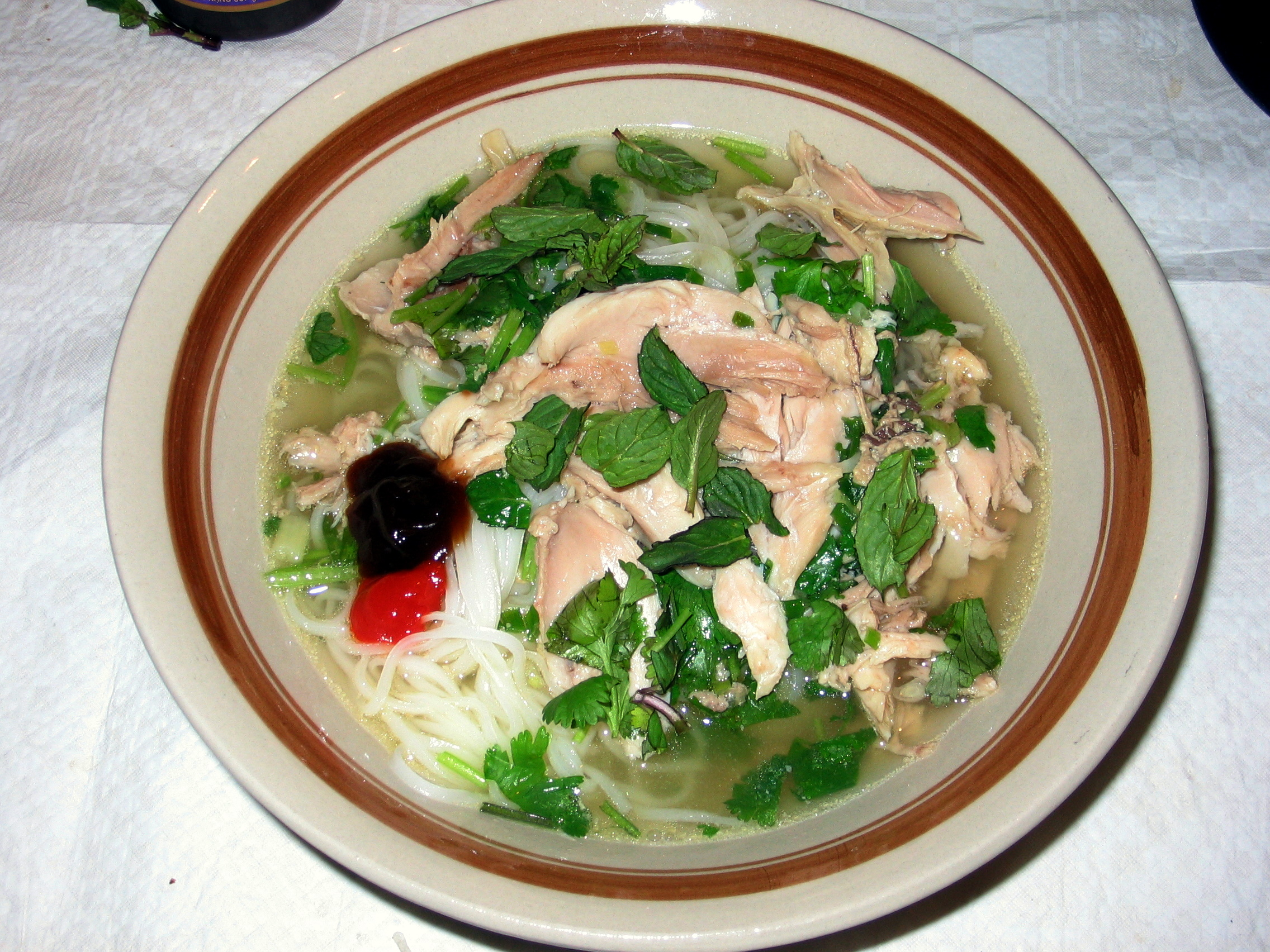
Un plat viet-namien classique évoqué dans l’épisode : Phở de poulet aux vermicelles avec plantes aromatiques, sauce sriracha (rouge) et sauce hoisin (noire)